# Міколайовиці (Нижньосілезьке воєводство)
Міколайовиці (пол. Mikołajowice, нім. Nikolstadt) — село в Польщі, у гміні Легницьке Поле Легницького повіту Нижньосілезького воєводства.
Населення — 384 особи (2011).
У 1975-1998 роках село належало до Легницького воєводства.

## Демографія
Демографічна структура станом на 31 березня 2011 року:
|          | Загалом | Допрацездатний вік | Працездатний вік | Постпрацездатний вік |
| -------- | ------- | ------------------ | ---------------- | -------------------- |
| Чоловіки | 186     | 37                 | 133              | 16                   |
| Жінки    | 198     | 35                 | 105              | 58                   |
| Разом    | 384     | 72                 | 238              | 74                   |